# Rolando Espinoza
Rolando Ariel Espinoza (Formosa) es un futbolista argentino que se desempeña como defensor central en el Club Atlético Laguna Blanca del Torneo Argentino B.

## Clubes
| Club                   | País      | Año             |
| ---------------------- | --------- | --------------- |
| Sportivo Patria        | Argentina | 2004 - 2010     |
| Chaco For Ever         | Argentina | 2010 - 2011     |
| Sportivo Patria        | Argentina | 2011 - 2013     |
| Atlético Laguna Blanca | Argentina | 2013 - Presente |

## Palmarés

### Campeonatos nacionales y locales
| Título                   | Club            | País      | Año  |
| ------------------------ | --------------- | --------- | ---- |
| Liga Formoseña de Fútbol | Sportivo Patria | Argentina | 2004 |
| Torneo Argentino B       | Sportivo Patria | Argentina | 2005 |

- Datos: Q6111208